# Natalja Jewgenjewna Mischkutjonok
Natalja Jewgenjewna Mischkutjonok (russisch Наталья Евгеньевна Мишкутёнок; * 14. Juli 1970 in Minsk) ist eine ehemalige russische Eiskunstläuferin, die im Paarlauf für die Sowjetunion, das Vereinte Team und Russland startete.
Sie trainierte in Sankt Petersburg. Ihre Trainerin war Tamara Moskwina. Von 1987 bis 1994 startete sie zusammen mit Artur Dmitrijew.
1988 hatten sie ihr Europameisterschaftsdebüt und beendeten es auf dem vierten Platz. Ein Jahr später gewannen sie mit Bronze bei der Europameisterschaft in Birmingham ihre erste bedeutende internationale Medaille. Diese wiederum verteidigten sie ein Jahr später in Leningrad. 1990 bestritten sie in Halifax ihr Weltmeisterschaftsdebüt und gewannen sogleich die Bronzemedaille. Nach dem Rücktritt ihrer Landsleute Jekaterina Gordejewa und Sergei Grinkow wurden die vierfachen sowjetischen Vizemeister 1991 in Sofia Europameister und in München Weltmeister. 1992 gelang Mischkutjonok und Dmitrijew dann der totale Triumph, indem sie bei der Europameisterschaft in Lausanne, der Weltmeisterschaft in Oakland und den Olympischen Spielen in Albertville die Goldmedaille gewannen. Die Olympiakür liefen sie zu Franz Liszts Liebestraum.
Nach ihrem Olympiasieg wechselten Mischkutjonok und Dmitrijew zu den Profis. Sie ließen sich jedoch für die Olympischen Winterspiele 1994 reamateurisieren und gewannen hinter den ebenfalls reamateurisierten Gordejewa und Grinkow die Silbermedaille. Zuvor waren sie russische Vizemeister geworden und hatten bei der Europameisterschaft die Bronzemedaille gewonnen.
Das Paar kreierte eine neue, heute oft kopierte, Paarlaufpirouette. Nach den Olympischen Winterspielen 1994 trennte sich das Paar.
Natalja Mischkutjonok zog in die USA und heiratete dort den Eishockeyspieler Craig Shepherd. Mit ihm trat sie in den 1990er Jahren gelegentlich bei Schauveranstaltungen auf. Sie ließen sich jedoch scheiden und Mischkutjonok heiratete erneut. 2006 kam ihre gemeinsame Tochter zur Welt. Mischkutjonok arbeitet als Trainerin in Hurst, Texas.

## Ergebnisse

### Paarlauf
(mit Artur Dmitrijew)
| Wettbewerb / Jahr           | 1988 | 1989 | 1990 | 1991 | 1992 | 1993 | 1994 |
| --------------------------- | ---- | ---- | ---- | ---- | ---- | ---- | ---- |
| Olympische Winterspiele     |      |      |      |      | 1.   |      | 2.   |
| Weltmeisterschaften         |      |      | 3.   | 1.   | 1.   |      |      |
| Europameisterschaften       | 4.   | 3.   | 3.   | 1.   | 1.   |      | 3.   |
| Sowjetische Meisterschaften | 2.   | 2.   | 2.   | 2.   |      |      |      |
| Russische Meisterschaften   |      |      |      |      |      |      | 2.   |